# Hivernage (tirailleurs sénégalais)

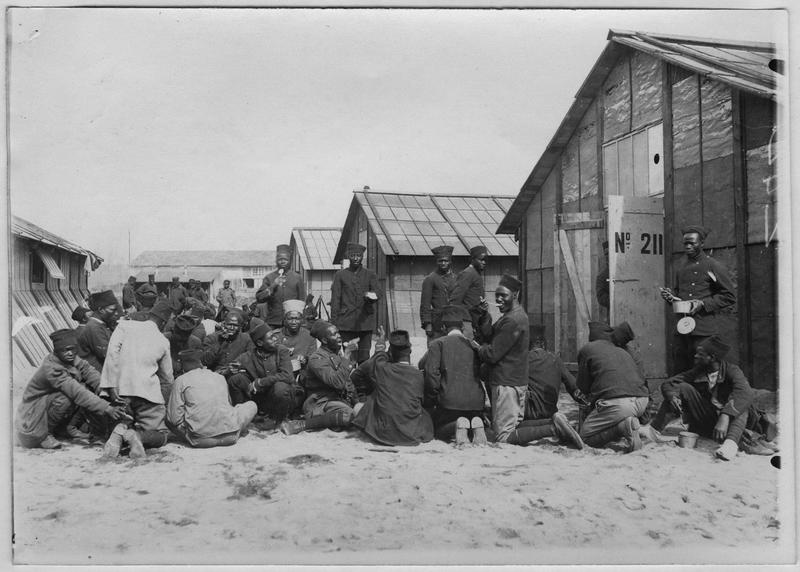
Tirailleurs dans un camp d’hivernage à Fréjus en mars 1916

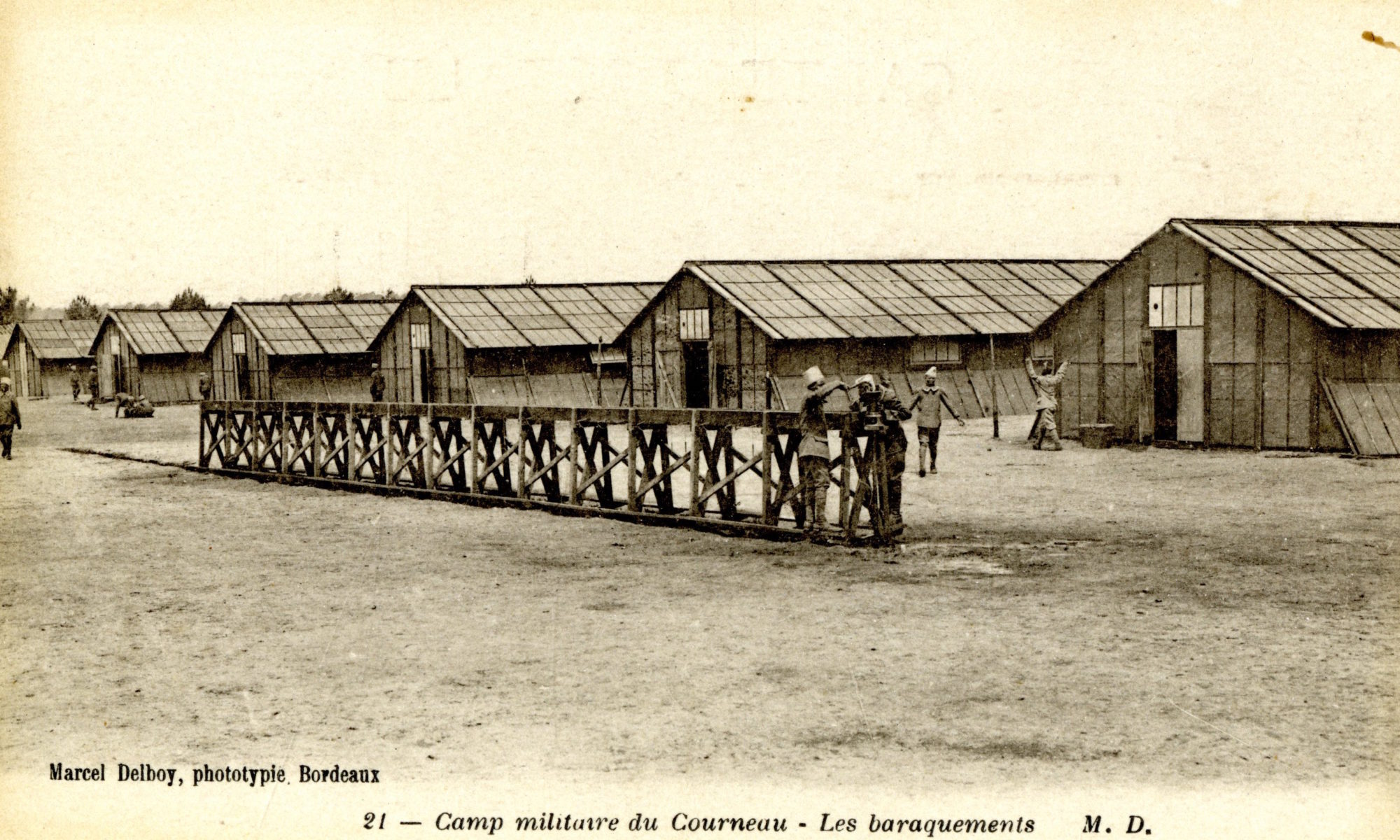
Barraques de type Adrian du camp d'hivernage de Courneau.

L’hivernage ([i.vɛʁ.naʒ], littéralement « passage de l’hiver »), est la pratique de l’armée française, consistant à retirer les troupes subsahariennes des théâtres d’opérations plus froids pour leur faire passer l’hiver dans des climats plus doux. Ces troupes furent initialement déployées au Maroc à partir de 1908, où des pertes dues aux maladies en hiver furent observées. Lorsque les tirailleurs sénégalais furent mobilisés en France en 1914 pour la Première Guerre mondiale, un système informel d’hivernage fut instauré, avec un retrait des troupes vers le sud de la France et l’Afrique du Nord pendant la période hivernale. Ce système fut officialisé en 1915, sous l’impulsion du député noir Blaise Diagne, avec pour règle le retrait des troupes entre novembre et mars. Cependant, dans certains cas, des soldats, en particulier les tirailleurs malgaches (originaires de Madagascar), ont pu rester sur le terrain toute l'année.
Des camps et hôpitaux spécifiques furent établis dans le sud de la France pour héberger les tirailleurs durant les périodes d’hivernage. Les soldats appréciaient ce répit, qu’ils considéraient comme une compensation à l’absence de permissions pour rentrer chez eux, bien qu’ils devaient également suivre des entraînements supplémentaires pendant cette période. Ces tirailleurs avaient l’occasion de se mêler à la population locale française et laissèrent une impression positive. À Fréjus, l’un des centres d’hivernage, un mémorial en hommage aux tirailleurs de la Première Guerre mondiale fut érigé en 1994.
L’hivernage fut également pratiqué durant la Seconde Guerre mondiale, entre décembre 1939 et mars 1940. Le gouvernement de Vichy tenta, sans succès, de persuader les autorités allemandes de mettre en place un hivernage pour les tirailleurs prisonniers de guerre, dont certains étaient détenus en Europe de l’Est. À l’été 1944, les tirailleurs revinrent en Europe de l’Ouest avec l’invasion alliée de la France. Cependant, durant l’hiver 1944, ces hommes furent contraints de remettre leurs armes, uniformes et équipements à des soldats français blancs des Forces françaises de l'intérieur (FFI) alors intégrés dans l’armée française régulière à l’issue de la libération de la France. Cela fut officiellement présenté comme une mesure d’hivernage, mais fut critiqué comme un moyen d’écarter les soldats noirs de France à la veille de la victoire. Les tirailleurs désarmés furent logés dans des camps en France, en Grande-Bretagne et en Afrique, mais subirent de mauvais traitements, provoquant plusieurs incidents avant la fin de la guerre, dont le massacre de Thiaroye au Sénégal, le 1er décembre 1944.

## Avant-guerre

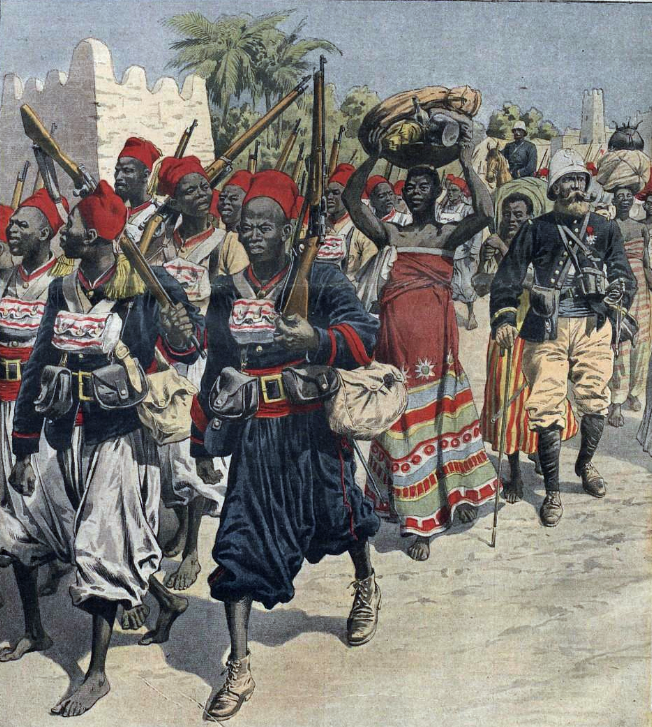
Troupes sénégalaises en route pour le Maroc, 1908.

Les troupes subsahariennes de l’Armée coloniale française (à l’exception des troupes malgaches, appelées tirailleurs malgaches) étaient désignées sous le nom de tirailleurs sénégalais, quelle que soit leur origine réelle. Ces troupes furent déployées pour la première fois en dehors des tropiques ou des régions du Sahel lors de la pacification du Maroc à partir de 1908,:13. Ce déploiement servit de test pour cette pratique, le haut commandement français surveillant de près les pertes et l’état du moral des unités sur le terrain.
Le gouvernement français cherchait à déterminer si les tirailleurs sénégalais pouvaient supporter les conditions climatiques plus rudes des montagnes de l'Atlas et de la côte atlantique. Un succès aurait permis d’envisager l’utilisation de ces tirailleurs pour garnir les garnisons de la France métropolitaine ou d’autres régions non tropicales de l’Empire français. Cependant, il fut constaté que les tirailleurs subissaient de lourdes pertes dues aux maladies lors des premières tempêtes hivernales dans l’Atlas et qu’ils étaient mieux adaptés à des climats plus chauds durant la période hivernale:13. En 1910, le colonel Charles Mangin plaida en faveur de l’utilisation rapide et massive des troupes coloniales en cas de guerre en Europe, dans son ouvrage « La Force Noire ».

## Première Guerre mondiale

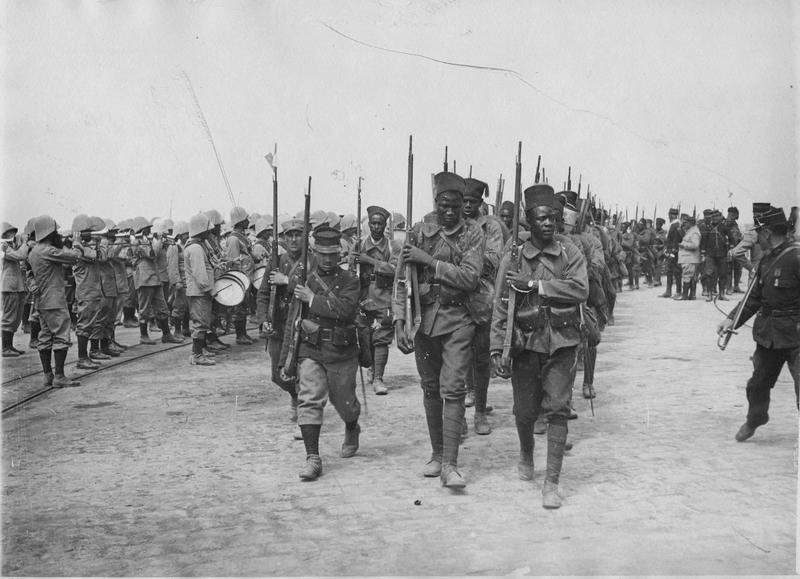
Départ des tirailleurs du Maroc pour la France, mai 1916.

Des tirailleurs sénégalais furent déployés en France métropolitaine en septembre 1914, peu après le déclenchement de la Première Guerre mondiale. Ces troupes, transférées directement depuis le Maroc, ne bénéficièrent d’aucune période d’acclimatation avant d’être engagées sur le front occidental. Les pertes furent particulièrement lourdes, causées à la fois par les actions ennemies et par les maladies, exacerbées par le climat froid et humide du nord de la France:45.
Plus tard en 1914, l'armée française introduisit le système d’hivernage pour les tirailleurs sénégalais servant en France. Ce terme fut emprunté à la saison des pluies au Sahel (qui s'étend de juin à septembre), bien que l’hivernage sur le front occidental s’étendît de la fin de l’automne au début du printemps.²: 415 Pendant cette période, les tirailleurs sénégalais étaient envoyés dans des régions plus chaudes, soit dans le sud de la France, soit en Afrique du Nord, notamment à Oran, Biskra, Tolga et Gabès,,:45. Les camps situés en Afrique du Nord offraient les meilleures conditions pour l’hivernage, malgré un problème récurrent : le manque de navires de transport. Les contingents coloniaux devaient parfois attendre plusieurs semaines qu’un navire soit disponible pour les ramener en Europe, compliquant ainsi la rotation entre le front et l'Afrique du Nord.

### Camps

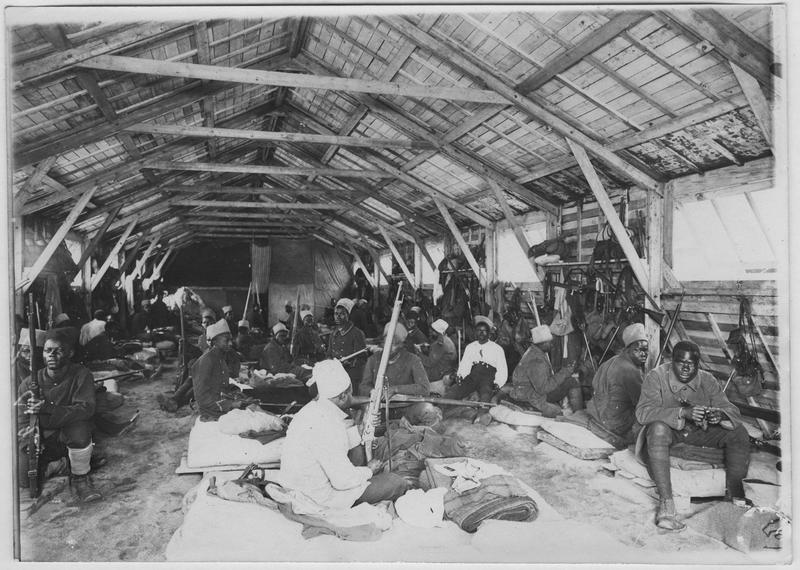
l'intérieur d'une cabane de type Adrian à Fréjus en mars 1916.

Dès 1914, Fréjus, dans le département du Var, sur la côte méditerranéenne française, devient un centre majeur d'hivernage. Des camps y furent établis pour héberger les hommes et des hôtels touristiques furent transformés en hôpitaux (ainsi qu'à Saint-Raphaël, à Menton dans les Alpes-Maritimes et camp du Courneau en Gironde,.). Les hôpitaux soignaient les blessés graves au combat ainsi que les victimes de maladies bronchiques, qui touchaient de nombreux soldats. Des efforts ont été faits pour conserver une atmosphère sénégalaise dans les installations, les hôpitaux étant décorés de scènes de la vie de village africain et les infirmières, qui étaient toutes des hommes, encouragées à parler bambara,:415.
En 1915, le système d’hivernage est formalisé. Les tirailleurs sénégalais seraient envoyés du front en novembre, pour ne revenir qu'en mars suivant. Durant la période de l'hivernage, les troupes devaient pratiquer l'exercice militaire et apprendre une forme de base du français, le parler tirailleur,:415. L'introduction d'une politique formelle avait été initiée par Blaise Diagne, un député noir des Quatre Communes de l'Afrique occidentale française ; l'armée s'était initialement opposée à l'idée. Les tirailleurs ne bénéficiaient pas des mêmes privilèges de congé que les troupes françaises blanches, qui étaient autorisées à rentrer chez elles tous les quatre mois. Les tirailleurs considéraient que l'hivernage était leur compensation.

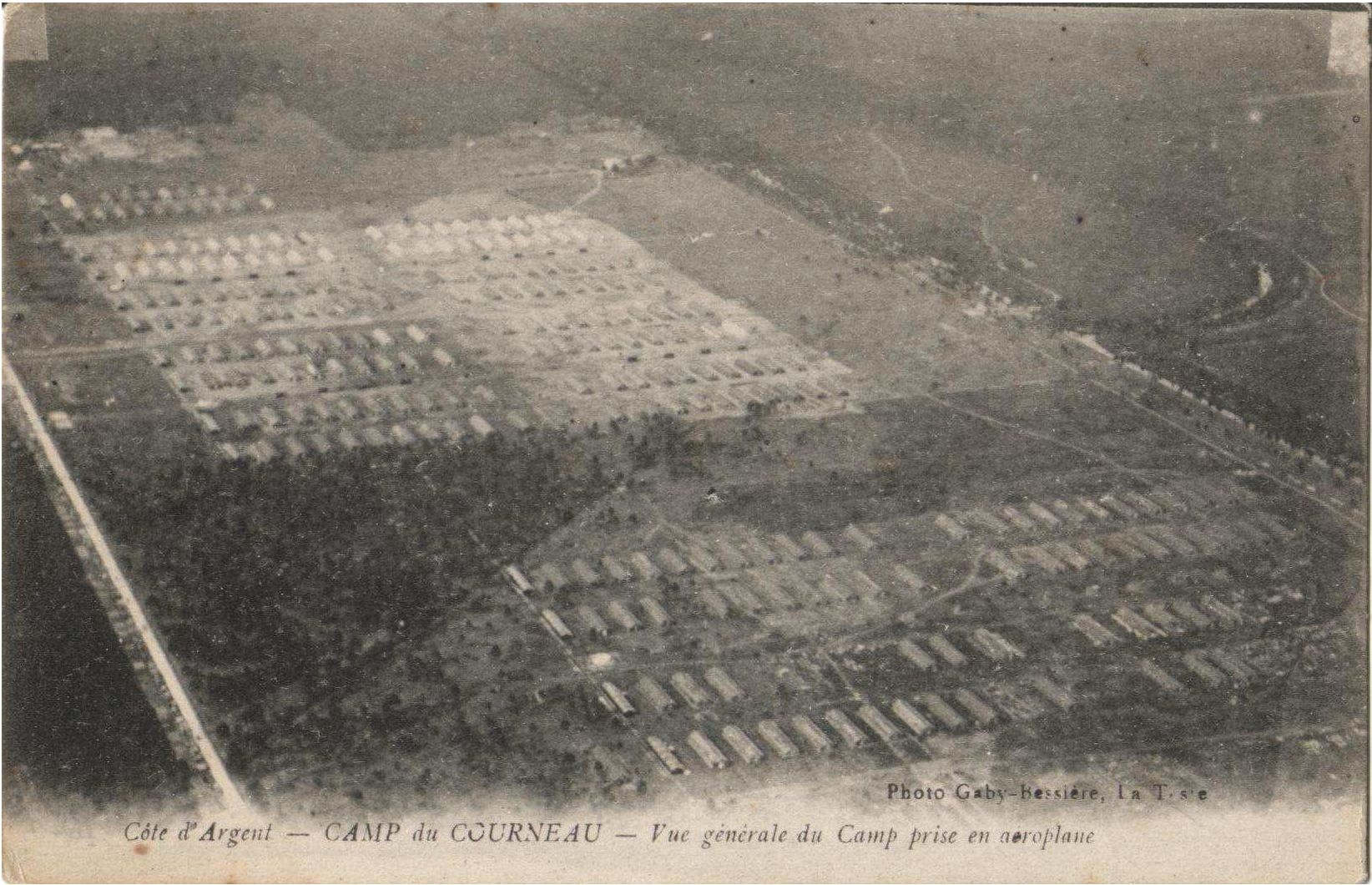
Vue aérienne du Camp de Courneau (1917).

Un camp d'une capacité de 27 000 soldat. fut également installé en mars 1916 au lieu-dit "Le Courneau" en Gironde, entre la route menant de La Teste à Cazaux et le canal reliant l'étang de Cazaux et Sanguinet au bassin d'Arcachon. On estime que 40 000 tirailleurs sénégalais et leur état-major ont séjourné dans le camp à un moment donné, il pouvait accueillir simultanément environ 18 000 hommes et leurs 300 officiers et sous-officiers en même temps. Il servait également de camp de transit pour les tirailleurs en route vers l'hivernage en Afrique du Nord. La situation du camp à côté d'un marais, les conditions de vie insalubres et la mauvaise qualité de l'hébergement favorisaient la propagation des épidémies. En septembre, la construction du camp était achevée et plus de deux cents personnes avaient déjà été tuées,.
Le sous-secrétaire d'État à la Guerre chargé du service de santé des armées, Justin Godart, fut immédiatement informé de la situation à Courneau. Face à cette mortalité alarmante, il lui reste deux options : évacuer le camp ou autoriser l'expérimentation d'un vaccin contre les maladies à pneumocoques avec l'aide de l'Institut Pasteur. Godart choisit la seconde option et les soldats africains devinrent l'objet d'une expérimentation vaccinale lancée à la hâte par le ministère de la Défense et l'Institut,. La campagne de vaccination a débuté sans véritable expérimentation préalable en laboratoire et s’est avérée inefficace. L’hiver froid de 1916-1917 a entraîné la mort de plus de 900 soldats, principalement des tirailleurs sénégalais,,.
Peu de voix s'élèvent à l'époque pour dénoncer les conditions de vie des tirailleurs, mais Diagne, dans son discours devant la Chambre des députés française en décembre 1916, dénonce les conditions de vie des tirailleurs et demande une amélioration,. Le Sénat s'opposa à tout travail d'amélioration pour des raisons de coût et demanda à la place le retrait des troupes vers les camps du Var ou ceux d'Oran en juillet 1917. Entre fin avril 1916 et décembre 1917, plus de 1 200 tirailleurs moururent des suites d'une pneumonie.

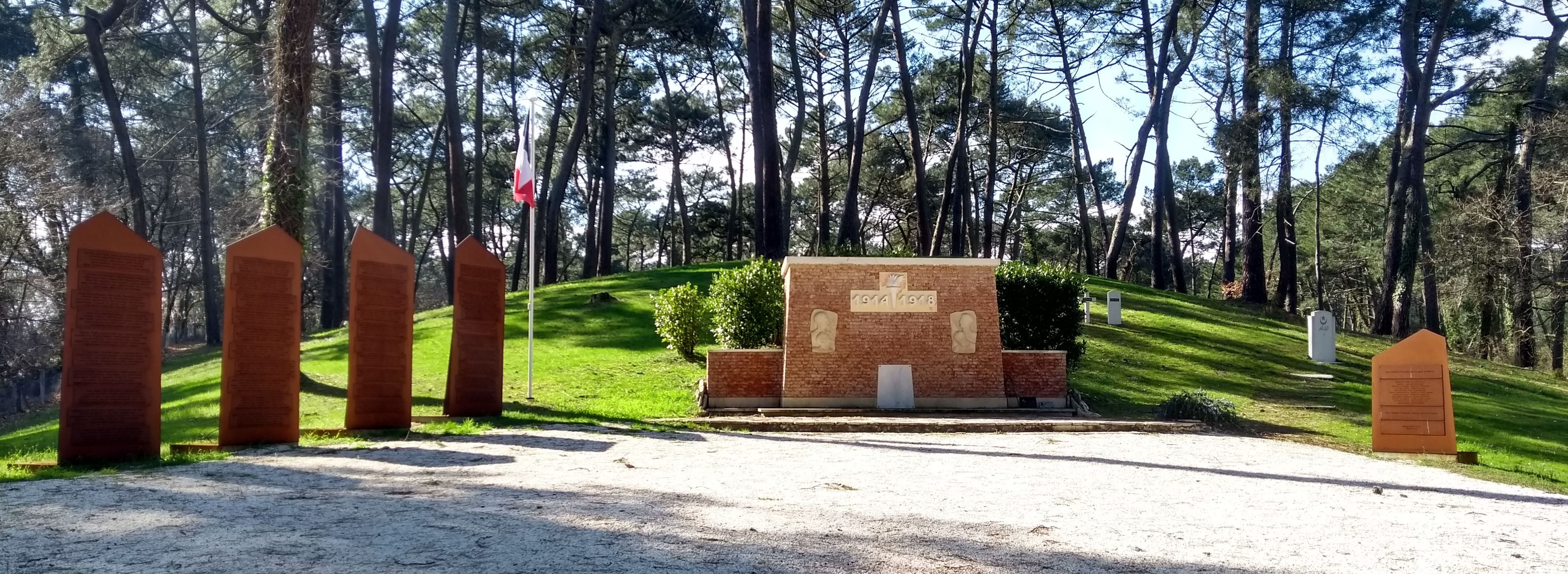
Vue générale de la nécropole Natus National, La Teste-de-Buch (2020)

Lors de la démolition du camp de Courneau en 1928, les restes des soldats furent regroupés dans une fosse commune au lieu-dit « Le Natus ». Le site, perdu au milieu des pins, tombe rapidement en désuétude. Les vétérans de La Teste-de-Buch l'ont sorti de l'oubli à la fin des années 1950. En 1965, il a été décidé d'ériger un monument commémoratif approprié, de clôturer et de nettoyer ce qui était en fait une vaste fosse commune couvrant une superficie d'1 hectares (2,47105381 acre),. Une stèle fut érigée avec une plaque de marbre mentionnant les « 940 Sénégalais et 12 Russes morts pour la France », en réalité les morts furent plus nombreux et d'origines nationales diverses. Le site est désigné comme nécropole nationale par l'arrêté français du 23 mai 1993 établissant la liste des nécropoles nationales, où la nécropole figurait sous le nom de : "Monument ossuaire du camp de Courneau" situé à La Teste". En 2018, 6 stèles portant les noms de 949 soldats inhumés dans la nécropole ont été érigées par la commune de La Teste-de-Buch.
Les hôpitaux sénégalais du sud de la France subsistent jusque dans les années 1920. En raison de son association étroite avec les troupes coloniales sous l'hivernage, Fréjus est devenu le site d'un centre de formation pour les sous-officiers africains après la guerre (qui deviendra plus tard l'école de formation des officiers du régime transitoire des troupes de marine). Une sculpture commémorative représentant les tirailleurs de la Première Guerre mondiale a été érigée dans la ville en 1994:425.

### Interaction avec les civils

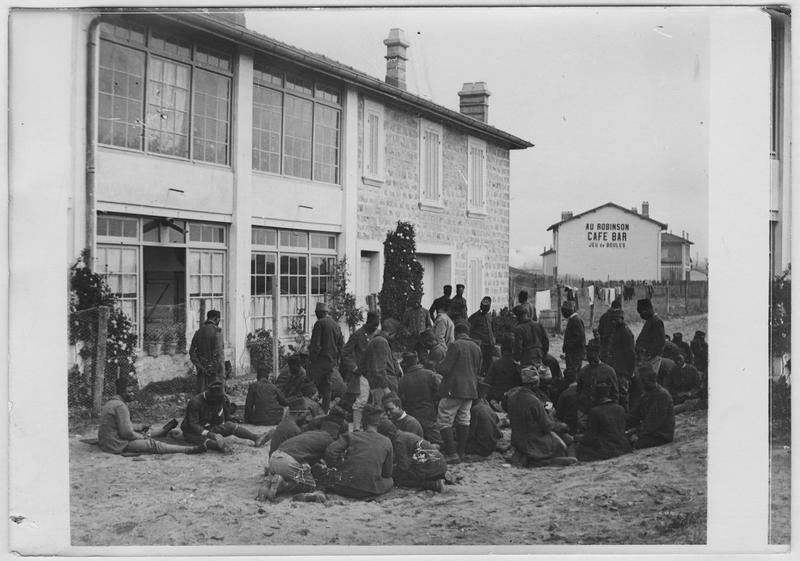
Tirailleurs devant des bâtiments civils à Fréjus, mars 1916.

Durant l'hivernage, les tirailleurs sénégalais avaient des contacts plus étroits avec la population civile blanche que pendant le service colonial. Ils en profitèrent pour se mêler aux civils et furent surpris de constater que les citoyens métropolitains étaient plus gentils avec eux que ne l'avaient été les citoyens coloniaux. Les tirailleurs ont également laissé une impression généralement positive sur la population locale. Les autorités tenaient à éviter les relations sexuelles entre les tirailleurs et les femmes blanches françaises « respectables » (bien que l'utilisation de bordels soit autorisée) et assignaient des marraines de guerre, des femmes blanches de la classe moyenne, pour s'occuper des soldats en leur fournissant de la nourriture, des vêtements et une compagnie platonique pendant l'hivernage. De nombreux tirailleurs considéraient leurs marraines comme des figures maternelles, même si certaines relations sexuelles avaient lieu.

### Impact sur l'armée
Des problèmes survenaient lorsque les commandants gardaient les tirailleurs sur le terrain trop tard en automne ou les ramenaient trop tôt au printemps pour des raisons opérationnelles. Un exemple fut le général Charles Mangin qui ramena les tirailleurs sur le terrain avant l'échec de l'offensive de Nivelle en avril 1917, provoquant de nombreuses souffrances dans des conditions froides et pluvieuses. Outre les troupes sénégalaises, la pratique de l'hivernage s'est étendue aux tirailleurs malgaches et aux tirailleurs indochinois, même si dans la pratique certaines de ces troupes ont pu rester sur le terrain tout l'hiver à condition de recevoir des vêtements de bonne qualité et de bonnes conditions de vie,. En raison de la pratique de l'hivernage, certains commandants français doutaient de l'intérêt de déployer des tirailleurs en dehors des tropiques. L'utilisation réussie des tirailleurs en Europe a conduit à étendre leur emploi, notamment en ce qui concerne les troupes malgaches qui ont été intégrées dans des unités d'artillerie lourde en 1917, rôle dans lequel elles ont pu rester déployées tout au long de l'année.

## Seconde Guerre mondiale

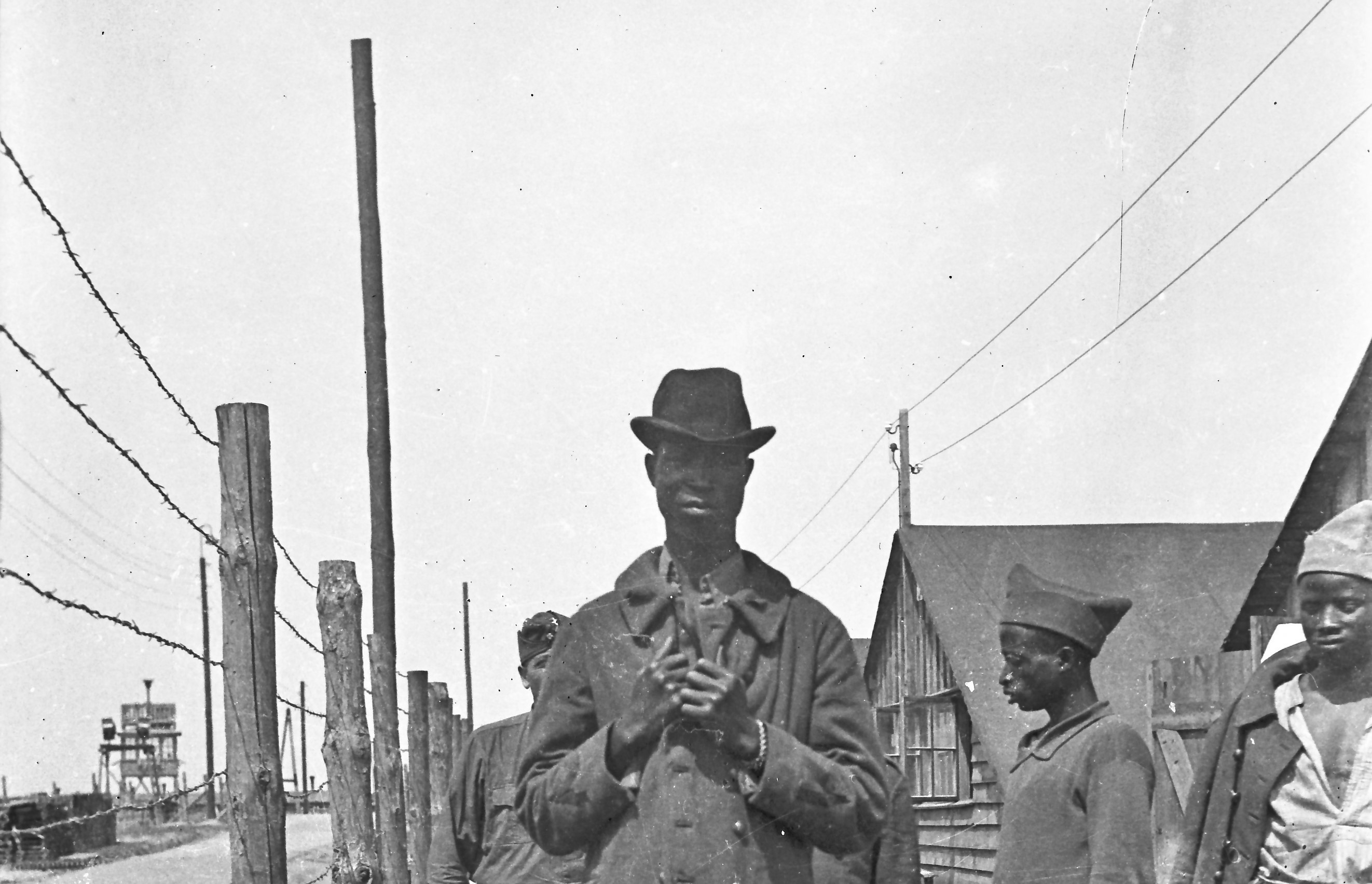
Tirailleurs sénégalais détenus par les Allemands dans un camp de prisonniers de guerre en Europe de l'Est vers 1944.

Des tirailleurs sénégalais furent déployés en France pendant la Seconde Guerre mondiale, qui débuta en septembre 1939. La pratique de l'hivernage fut mise en œuvre entre décembre 1939 et mars 1940:6. La France capitule face à l'Allemagne le 22 juin 1940 et de nombreux tirailleurs sont faits prisonniers. Les Allemands les ont détenus dans des camps partout en Europe occupée, y compris dans les régions froides de l'Est. Georges Scapini, un fonctionnaire du gouvernement collaborationniste de Philippe Pétain responsable des prisonniers de guerre, a tenté en vain de convaincre les autorités allemandes de suivre une forme d'hivernage en déplaçant les prisonniers tirailleurs vers le sud pendant l'hiver pour éviter des morts inutiles.

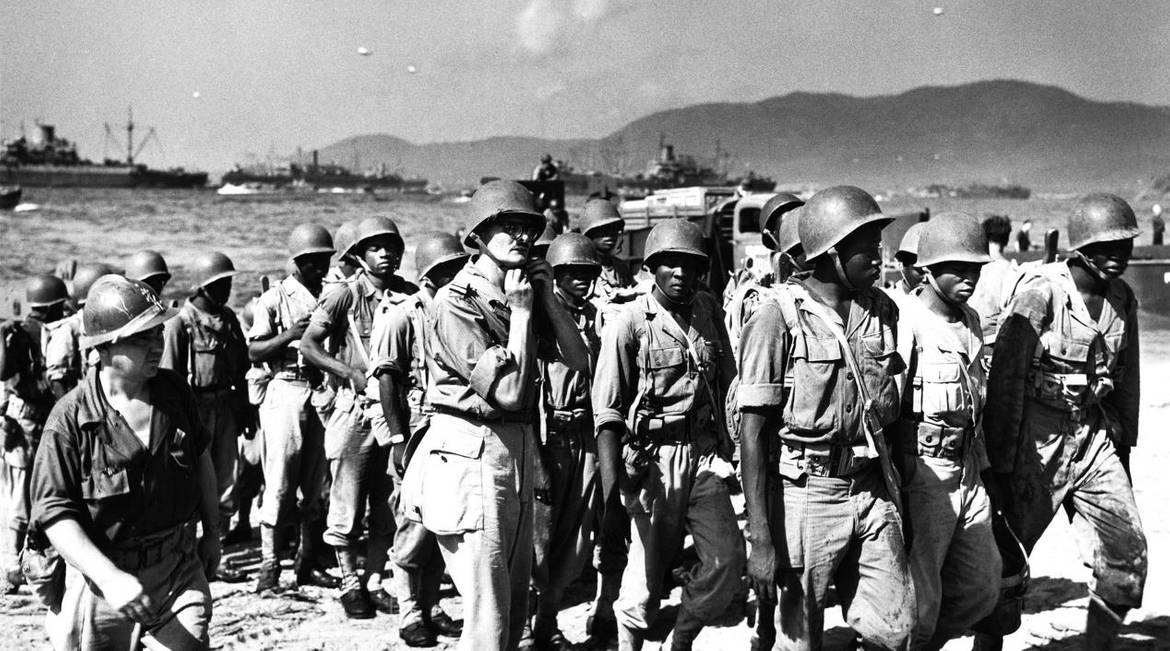
Débarquement de tirailleurs sénégalais dans le sud de la France, août 1944.

Les tirailleurs sénégalais continuent à combattre aux côtés des Forces françaises libres dans les colonies et reviennent en France après les invasions de 1944. Au cours de l'hiver de cette année-là, les tirailleurs furent contraints de remettre leurs armes, uniformes et équipements à d'anciens résistants des Forces françaises de l'intérieur. Bien qu'officiellement appelé hivernage, il a été décrit comme le blanchiment de l'armée, consistant à éliminer les soldats noirs pour créer une force entièrement blanche:6. Beaucoup de tirailleurs désarmés furent détenus dans des camps en Europe pendant l'hiver froid de 1944-1945, souvent mal nourris et mal habillés (beaucoup manquaient de vêtements civils pour remplacer les uniformes qu'ils avaient remis), bien que certains aient été détenus au Sénégal:6,:374. Les tirailleurs furent mécontents de la tournure des événements, ayant combattu pour la France alors qu'elle était occupée, ils se sentirent humiliés d'apprendre que leurs services n'étaient plus nécessaires, alors que les Alliés étaient sur le point de remporter une victoire complète:374.
Il y eut quelques problèmes dans les camps d'hivernage cet hiver-là, provoqués par la mauvaise nourriture, les vêtements de mauvaise qualité, les logements insalubres, le manque de solde, l'interdiction de l'alcool, l'accès aux femmes et les actes de violence des soldats blancs. À deux reprises, cela a entraîné de graves pertes lorsque des soldats blancs français ont ouvert le feu : 7 tirailleurs ont été blessés à Morlaix en Bretagne et 35 ont été tués et un nombre similaire blessé à Thiaroye au Sénégal où les tirailleurs ont brièvement retenu un général français captif après un soulèvement déclenché par la confiscation d'argent. Les Français manquant de ressources, ils demandèrent à leurs alliés britanniques d'héberger une partie des tirailleurs. Un groupe a été détenu au camp de Monshire à Huyton, près de Liverpool. Les Britanniques ont eu quelques problèmes avec le comportement des tirailleurs et ont fait en sorte que les hommes soient expédiés à Casablanca puis dans leurs foyers en Afrique de l'Ouest,:375-376.